# Silvestro Ganassi
Silvestro Ganassi dal Fontego (1er janvier 1492 – moitié du XVIe siècle) est un musicien et théoricien vénitien actif de 1517 jusqu'au milieu du XVIe siècle, peut-être jusqu'en 1566.

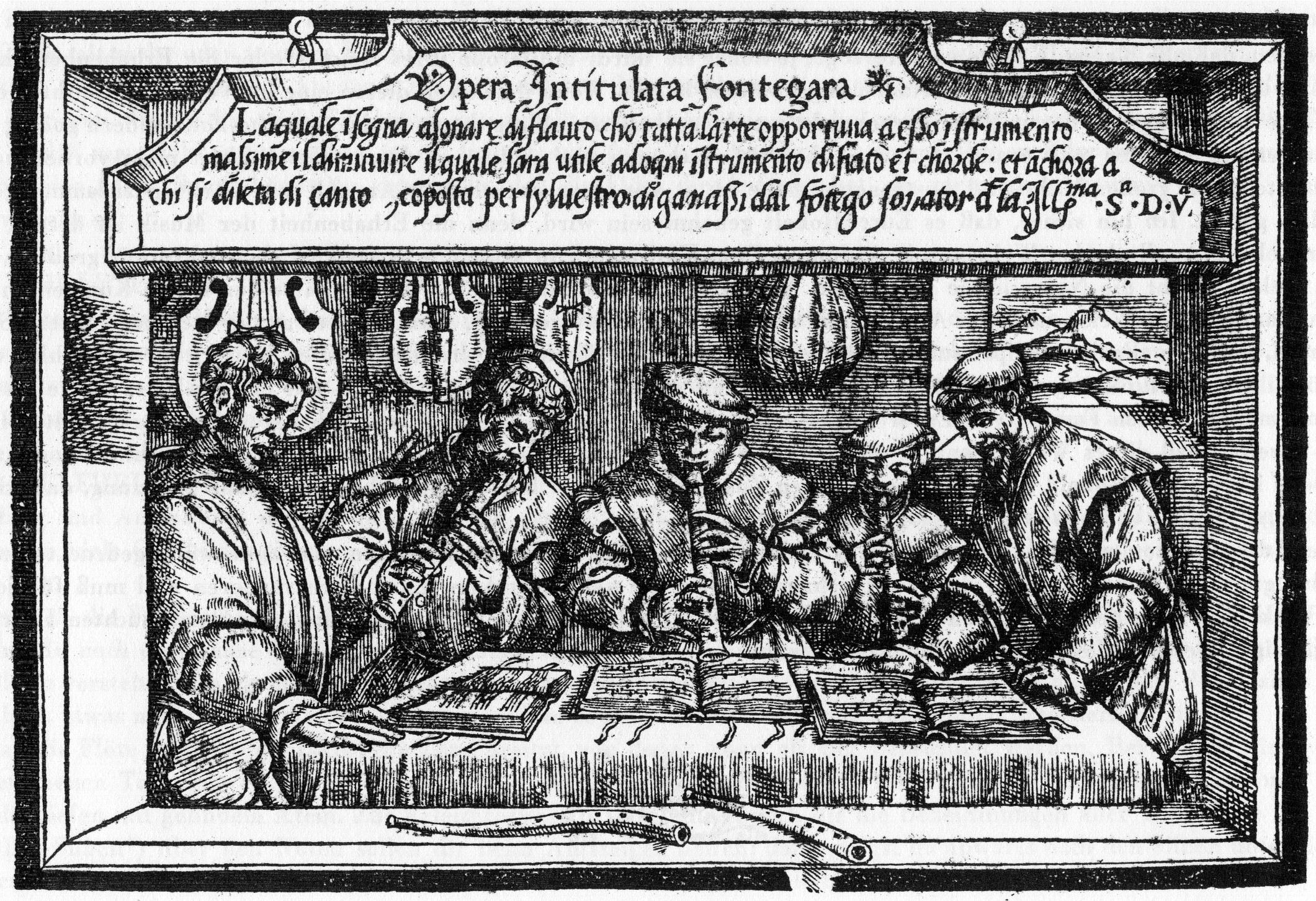
La Fontegara.

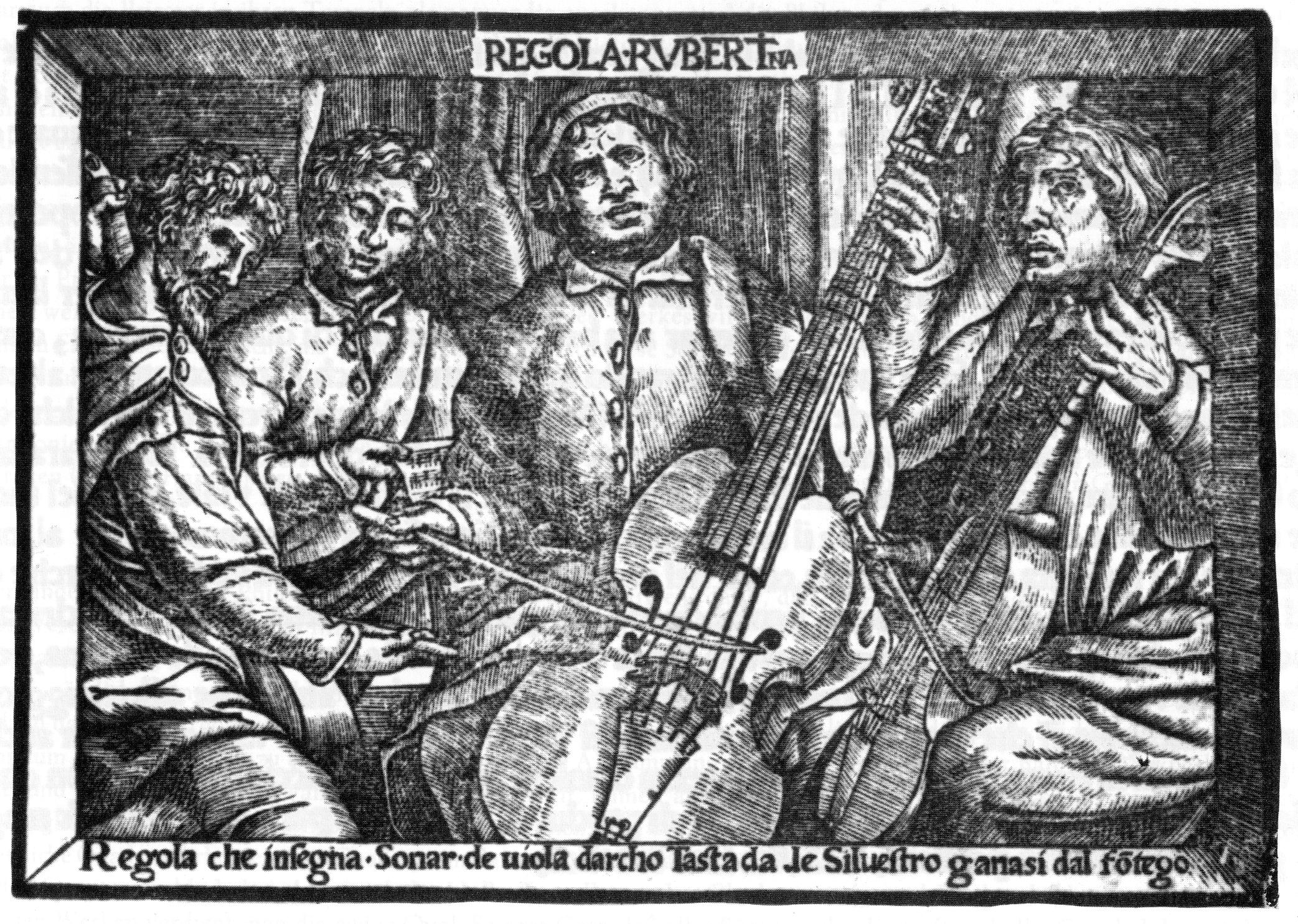
Regola Rubertina.

## Biographie
Sylvestre Ganassi, surnommé dal Fontego en raison du lieu de sa naissance, bourg de l'état vénitien, est flûtiste et violoniste. Il vit à Venise et exerce à la basilique San Marco.
Il est l'auteur de deux précieux traités sur la technique musicale de l'époque. Le premier, Opera intitulata Fontegara (Venise, 1535), couvre la technique à la flûte à bec tandis que le second, en deux volumes : Regola Rubertina (Venise, 1542) et Lettione Seconda (Venise, 1543), aborde le sujet de la viole de gambe et du violon.
Le premier ouvrage porte sur la flûte à bec à sept trous. Son frontispice représente des personnes chantant et accompagnées par trois flûtistes. Il contient des représentations de flûtes avec des trous ouverts ou fermés indiquant comment former les différentes notes possibles sur l'instrument. Ce livre propose des règles pour l'emploi d'ornements dans la mélodie, règles qui ont été largement réutilisées non seulement dans la musique instrumentale mais aussi dans l'art du chant.
Dans le second ouvrage, Ganassi décrit d'abord les aspects les plus élémentaires du jeu de la viole : comment tenir l'instrument, placer les doigts, etc. Il explique ensuite les différents doigtés et accords, notamment les scordatura. Il discute des techniques pour jouer au-dessus des frettes, comment transcrire la musique vocale en tablature, comment improviser des ricercare non accompagnés et comment jouer polyphoniquement. Les volumes sont illustrés de graphiques, de tableaux et de diagrammes. Ganassi y cite (deuxième partie, chapitre XVI) Julien Tiburtino et Louis Lasagnino, de Florence, comme les plus habiles joueurs de viole de son temps.
Les ouvrages de Ganassi devraient être considérés comme le point de départ de toute étude sérieuse de la pratique d'interprétation instrumentale du XVIe siècle : ces traités étant les plus complets sur le sujet. Ils révèlent en outre le niveau élevé atteint par les instrumentistes de l'époque. Ces techniques de variations se retrouveront par exemple dans l'oeuvre de Diego Ortiz ,.

## Éditions modernes
- Œuvres complètes, volume I : La Fontegara (1535), Christine Vossart (éd.), Mardaga, 2002,  (ISBN 978-2-87009-799-1), (OCLC 490977177)
- Œuvres complètes, volume II : Regola Rubertina (1542) ; Lettione Seconda (1543), Mardaga, 2004,  (ISBN 978-2870098172)

## Discographie
- 2008 : Sylvestro Ganassi: Io amai sempre, Pierre Boragno & Marianne Muller & Massimo Moscardo & François Saint-Yves, Outhere
- 2011 : Glosas : Embellished Renaissance Music, More Hispano (Vicente Parilla), Carpe Diem
- 2016 : Philippe Verdelot, Silvestro Ganassi : Madrigali Diminuiti, Doulce Mémoire (Denis Raisin Dadre), Ricercar
- 2018 : La Fontegara, Le Concert Brisé (William Dongois), Ricercar

### Thèses universitaires
- (pt) Giulia da Rocha Tettamanti, Silvestro Ganassi = obra intitulada Fontegara : um estudo sistemático do tratado abordando aspectos da técnica da flauta doce e da música instrumental do Século XVI, 2010 (présentation en ligne, lire en ligne)
- (en) Dina de Oliveira Titan, Ganassi's La Fontegara : the Origins of Instrumental Diminution in Renaissance Venice, 2019 (présentation en ligne)

### Articles
- William Dongois, « La pratique de la diminution à la lumière de la Fontegara (1535) de Silvestro Ganassi » [PDF]
- Christian Pointet, « Quelques considérations sur les ensembles d'instrumentistes à l'époque de Silvestro Ganassi (1492-ca 1562) » [PDF]
- (en) Adrian Brown, « The Ganassi Recorder: Separating Fact from Fiction », American Recorder,‎ novembre 2006